# Dactylobatus
Genre
Dactylobatus est un genre de raies de la famille des Rajidae qui comprend deux espèces.
Elles se rencontrent dans l'Atlantique ouest (Golfe du Mexique...) en eaux profondes (de -300 à −1 000 m selon les espèces).

## Description
Taille : 30 à 35 cm

## Liste des espèces
- Dactylobatus armatus Bean & Weed, 1909
- Dactylobatus clarkii (Bigelow & Schroeder, 1958)